# Campeonato Mundial de Patinação Artística no Gelo de 1959
O Campeonato Mundial de Patinação Artística no Gelo de 1959 foi a quinquagésima edição do Campeonato Mundial de Patinação Artística no Gelo, um evento anual de patinação artística no gelo organizado pela União Internacional de Patinação (em inglês:  International Skating Union) onde os patinadores artísticos competem pelo título de campeão mundial. A competição foi disputada entre os dias 24 de fevereiro e 28 de fevereiro, na cidade de Colorado Springs, Colorado, Estados Unidos.

## Eventos
- Individual masculino
- Individual feminino
- Duplas
- Dança no gelo

## Medalhistas
| Evento                        | Ouro                                        | Prata                                                    | Bronze                                                        |
| Individual masculino detalhes | David Jenkins · Estados Unidos              | Donald Jackson · Canadá                                  | Tim Brown · Estados Unidos                                    |
| Individual feminino detalhes  | Carol Heiss · Estados Unidos                | Hanna Walter · Áustria                                   | Sjoukje Dijkstra · Países Baixos                              |
| Duplas detalhes               | Barbara Wagner · Robert Paul · Canadá       | Marika Kilius · Hans-Jürgen Bäumler · Alemanha Ocidental | Nancy Ludington-Rouillard · Ronald Ludington · Estados Unidos |
| Dança no gelo detalhes        | Doreen Denny · Courtney Jones · Reino Unido | Andre Jacoby-Anderson · Donald Jacoby · Estados Unidos   | Geraldine Fenton · William McLachlan · Canadá                 |

## Resultados

### Individual masculino
| Pos.              | Nome              | Nacionalidade      | Pontos |
| ----------------- | ----------------- | ------------------ | ------ |
| Medalha de ouro   | David Jenkins     | Estados Unidos     | 7      |
| Medalha de prata  | Donald Jackson    | Canadá             | 18     |
| Medalha de bronze | Tim Brown         | Estados Unidos     | 19     |
| 4                 | Alain Giletti     | França             | 26     |
| 5                 | Karol Divín       | Tchecoslováquia    | 42     |
| 6                 | Tilo Gutzeit      | Alemanha Ocidental | 52     |
| 7                 | Alain Calmat      | França             | 53     |
| 8                 | Bradley Lord      | Estados Unidos     | 56.5   |
| 9                 | Norbert Felsinger | Áustria            | 56     |
| 10                | Edward Collins    | Canadá             | 61.5   |
| 11                | Robert Brewer     | Estados Unidos     | 71     |
| 12                | David Clements    | Reino Unido        | 84     |
| 13                | Hubert Köpfler    | Suíça              | 91     |

### Individual feminino
| Pos.              | Nome              | Nacionalidade      | Pontos |
| ----------------- | ----------------- | ------------------ | ------ |
| Medalha de ouro   | Carol Heiss       | Estados Unidos     | 7      |
| Medalha de prata  | Hanna Walter      | Áustria            | 20     |
| Medalha de bronze | Sjoukje Dijkstra  | Países Baixos      | 24     |
| 4                 | Ina Bauer         | Alemanha Ocidental | 30     |
| 5                 | Barbara Roles     | Estados Unidos     | 31     |
| 6                 | Lynn Finnegan     | Estados Unidos     | 40     |
| 7                 | Regine Heitzer    | Áustria            | 56     |
| 8                 | Nancy Heiss       | Estados Unidos     | 54     |
| 9                 | Anna Galmarini    | Itália             | 60     |
| 10                | Sandra Tewkesbury | Canadá             | 78     |
| 11                | Margaret Crosland | Canadá             | 82     |
| 12                | Sonja Snelling    | Canadá             | 82     |
| 13                | Carla Tichatschek | Itália             | 82     |
| 14                | Yuko Araki        | Japão              | 89     |
| WD                | Joan Haanappel    | Países Baixos      | —      |

### Duplas
| Pos.              | Nome                                         | Nacionalidade      | Pontos |
| ----------------- | -------------------------------------------- | ------------------ | ------ |
| Medalha de ouro   | Barbara Wagner / Robert Paul                 | Canadá             | 9      |
| Medalha de prata  | Marika Kilius / Hans-Jürgen Bäumler          | Alemanha Ocidental | 19     |
| Medalha de bronze | Nancy Ludington-Rouillard / Ronald Ludington | Estados Unidos     | 35.5   |
| 4                 | Maria Jelinek / Otto Jelinek                 | Canadá             | 37     |
| 5                 | Margret Göbl / Franz Ningel                  | Alemanha Ocidental | 40.5   |
| 6                 | Maribel Owen / Dudley Richards               | Estados Unidos     | 50     |
| 7                 | Gayle Freed / Karl Freed                     | Estados Unidos     | 59     |
| 8                 | Diana Hinko / Heinz Döpfl                    | Áustria            | 72     |

### Dança no gelo
| Pos.              | Nome                                  | Nacionalidade  | Pontos |
| ----------------- | ------------------------------------- | -------------- | ------ |
| Medalha de ouro   | Doreen Denny / Courtney Jones         | Reino Unido    | 6      |
| Medalha de prata  | Andre Jacoby-Anderson / Donald Jacoby | Estados Unidos | 12     |
| Medalha de bronze | Geraldine Fenton / William McLachlan  | Canadá         | 14     |
| 4                 | Margie Ackles / Charles Phillips      | Estados Unidos | 25     |
| 5                 | Ann Martin / Edward Collins           | Canadá         | 28     |
| 6                 | Christiane Guhel / Jean Paul Guhel    | França         | 30     |
| 7                 | Cathrine Morris / Michael Robinson    | Reino Unido    | 33     |
| 8                 | Svata Staroba / Mirek Staroba         | Canadá         | 39     |
| 9                 | Judy Lamar / Ronald Ludington         | Estados Unidos | 38     |

## Quadro de medalhas
| Ordem | País               | Medalha de ouro | Medalha de prata | Medalha de bronze |    | Ordem por total |
| ----- | ------------------ | --------------- | ---------------- | ----------------- | -- | --------------- |
| 1     | Estados Unidos     | 2               | 1                | 2                 | 5  | 1               |
| 2     | Canadá             | 1               | 1                | 1                 | 3  | 2               |
| 3     | Reino Unido        | 1               |                  |                   | 1  | 3               |
| 4     | Alemanha Ocidental |                 | 1                |                   | 1  | 3               |
| 4     | Áustria            |                 | 1                |                   | 1  | 3               |
| 6     | Países Baixos      |                 |                  | 1                 | 1  | 3               |
| TOTAL | TOTAL              | 4               | 4                | 4                 | 12 | —               |